# Nazionale maschile under 21 di calcio della Germania
La Nazionale di calcio tedesca Under-21 è la rappresentativa calcistica Under-21 della Germania ed è posta sotto l'egida della Deutscher Fussball-Bund. La squadra partecipa al campionato europeo di categoria, che si tiene ogni due anni.

## Partecipazioni ai tornei internazionali

### Europeo U-21
Da notare che tutte le partecipazioni che vanno dal 1978 al 1990 si riferiscono alla Germania Ovest.
- 1978: Non partecipante
- 1980: Non partecipante
- 1982: Finalista
- 1984: Non qualificata
- 1986: Non qualificata
- 1988: Non qualificata
- 1990: Quarti di finale
- 1992: Quarti di finale
- 1994: Non qualificata
- 1996: Quarti di finale
- 1998: Quinto posto
- 2000: Non qualificata
- 2002: Non qualificata
- 2004: Primo turno
- 2006: Primo turno
- 2007: Non qualificata
- 2009: Campione
- 2011: Non qualificata
- 2013: Primo turno
- 2015: Semifinale
- 2017: Campione
- 2019: Finalista
- 2021: Campione
- 2023: Primo turno
- 2025: Finalista

## Palmarès
- Campionati europei: 3

 2009, 2017, 2021

## Rose

### Europei
Campionato d'Europa Under-21 UEFA 19981 Jentzsch, 2 Baumann, 3 Müller, 4 Ballack, 5 Reiter, 6 Metzelder, 7 Doğan, 8 Klose, 9 Fährmann, 10 Schwarz, 11 Schroth, 12 Hildebrand, 13 Michalke, 14 Cichon, 15 Brdarić, 16 Ehlers, 17 Ricken, 18 Neuendorf, CT: Löhr
Campionato d'Europa Under-21 UEFA 20041 Wiese, 2 Volz, 3 Gemiti, 4 Fathi, 5 Franz, 6 Hitzlsperger, 7 Görlitz, 8 Balitsch, 9 Auer, 10 Podolski, 11 Hanke, 12 Ochs, 13 Schweinsteiger, 14 Odonkor, 15 Feulner, 16 Preuß, 17 Madlung, 18 Riether, 19 Azaouagh, 20 Tiffert, 21 Huth, 22 Rensing, CT: Stielike
Campionato d'Europa Under-21 UEFA 20061 Rensing, 2 Volz, 3 Fathi, 4 Matip, 5 Brzenska, 6 Schulz, 7 Masmanidis, 8 Lehmann, 9 Kießling, 10 Eigler, 11 Rafael, 12 Platins, 13 Helmes, 14 Castro, 15 Meier, 16 Hilbert, 17 Ochs, 18 Niemeyer, 19 Polanski, 20 Sinkiewicz, 21 Fromlowitz, 22 Riether, CT: Eilts
Campionato d'Europa Under-21 UEFA 20091 Neuer, 2 Beck, 3 Boenisch, 4 Höwedes, 5 Boateng, 6 Aogo, 7 Ebert, 8 Khedira, 9 Dejagah, 10 Özil, 11 Marin, 12 Fromlowitz, 13 Wagner, 14 Johnson, 15 Hummels, 16 Schwaab, 17 Grote, 18 Adlung, 19 Ben-Hatira, 20 Castro, 21 Schmelzer, 22 Ede, 23 Sippel, CT: Hrubesch
Campionato d'Europa Under-21 UEFA 20131 Leno, 2 Jantschke, 3 Thesker, 4 Sobiech, 5 Mustafi, 6 Rudy, 7 Funk, 8 Rode, 9 Volland, 10 Holtby, 11 Mlapa, 12 Baumann, 13 Ginter, 14 Polter, 15 Kolašinac, 16 Sorg, 17 Rüdiger, 18 Herrmann, 19 Clemens, 20 Moritz, 21 Lasogga, 22 Can, 23 Horn, CT: Adrion
Campionato d'Europa Under-21 UEFA 20151 Leno, 2 Korb, 3 Günter, 4 Ginter, 5 Schulz, 6 Geis, 7 Bittencourt, 8 Malli, 9 Volland, 10 Leitner, 11 Can, 12 ter Stegen, 13 Hofmann, 14 Demirbay, 15 Gnabry, 16 Knoche, 17 Kimmich, 18 Arnold, 19 Younes, 20 Meyer, 21 Klaus, 22 Heintz, 23 Horn, CT: Hrubesch
Campionato d'Europa Under-21 UEFA 20171 Schwäbe, 2 Toljan, 3 Gerhardt, 4 Anton, 5 Stark, 6 Jung, 7 Meyer, 8 Dahoud, 9 Selke, 10 Arnold, 11 Gnabry, 12 Pollersbeck, 13 Platte, 14 Klünter, 15 Kempf, 16 Kehrer, 17 Weiser, 18 Amiri, 19 Haberer, 20 Öztunalı, 21 Kohr, 22 Philipp, 23 Vlachodīmos, CT: Kuntz
Campionato d'Europa Under-21 UEFA 20191 Nübel, 2 Henrichs, 3 Klostermann, 4 Tah, 5 Baumgartl, 6 M. Eggestein, 7 Öztunalı, 8 Dahoud, 9 Nmecha, 10 Waldschmidt, 11 Richter, 12 Müller, 13 J. Eggestein, 14 Mittelstädt, 15 Anton, 16 Serdar, 17 Uduokhai, 18 Amiri, 19 Neuhaus, 20 Koch, 21 Maier, 22 Löwen, 23 Schubert, CT: Kuntz
Campionato d'Europa Under-21 UEFA 20211 Schubert, 2 Vagnoman, 3 Raum, 4 Schlotterbeck, 5 Pieper, 6 Dorsch, 7 Moukoko/Wirtz, 8 Maier, 9 Burkardt, 10 Nmecha, 11 Berisha, 12 Dahmen, 13 Özcan, 14 Ambrosius/Jaeckel, 15 Jakobs, 16 Thiaw/Appelkamp, 17 Stach, 18 Krüger/Adeyemi, 19 Leitsch/Mai, 20 Janelt, 21 Baku, 22 Klimowicz, 23 Grill, CT: Kuntz
Campionato d'Europa Under-21 UEFA 20231 Atubolu, 2 Vagnoman, 3 Schmidt, 4 Dárdai, 5 Bisseck, 6 Krauß, 7 Knauff, 8 Keitel, 9 Schade, 10 Stiller, 11 Moukoko, 12 Mantl, 13 Fischer, 14 Matriciani, 15 Bauer, 16 Martel, 17 Weißhaupt, 18 Huseinbašić, 19 Weiper, 20 Ngankam, 21 Alidou, 22 Netz, 23 Früchtl, CT: Di Salvo
Campionato d'Europa Under-21 UEFA 20251 Atubolu, 2 Collins, 3 Brown, 4 Arrey-Mbi, 5 Rosenfelder, 6 Martel, 7 Knauff, 8 Röhl, 9 Tresoldi, 10 Woltemade, 11 Thielmann, 12 Ernst, 13 Ullrich, 14 Oermann, 15 Siebert, 16 Jander, 17 Gruda, 18 Reitz, 19 Weiper, 20 Nebel, 21 Baum, 22 Wanner, 23 Noll, CT: Di Salvo

## Rosa attuale
Lista dei 23 giocatori convocati per il Campionato europeo di calcio Under-21 del 2025 in Slovacchia.
Presenze e reti aggiornate al 5 giugno 2025.
| 1  | P | Noah Atubolu     | 25 maggio 2002 (23 anni)   | 17 | 0 | Friburgo              |  |  |
| 12 | P | Tjark Ernst      | 15 marzo 2003 (22 anni)    | 1  | 0 | Hertha Berlino        |  |  |
| 23 | P | Nahuel Noll      | 17 marzo 2003 (22 anni)    | 0  | 0 | Greuther Fürth        |  |  |
|    |   |                  |                            |    |   |                       |  |  |
| 2  | D | Nnamdi Collins   | 10 gennaio 2004 (21 anni)  | 4  | 0 | Eintracht Francoforte |  |  |
| 3  | D | Nathaniel Brown  | 16 giugno 2003 (21 anni)   | 9  | 1 | Eintracht Francoforte |  |  |
| 4  | D | Bright Arrey-Mbi | 26 marzo 2003 (22 anni)    | 11 | 1 | Braga                 |  |  |
| 5  | D | Max Rosenfelder  | 10 febbraio 2003 (22 anni) | 7  | 1 | Friburgo              |  |  |
| 13 | D | Lukas Ullrich    | 16 marzo 2004 (21 anni)    | 1  | 0 | Borussia M'gladbach   |  |  |
| 14 | D | Tim Oermann      | 6 ottobre 2003 (21 anni)   | 5  | 0 | Bochum                |  |  |
| 15 | D | Jamil Siebert    | 2 aprile 2002 (23 anni)    | 5  | 0 | Fortuna Düsseldorf    |  |  |
| 21 | D | Elias Baum       | 26 ottobre 2005 (19 anni)  | 0  | 0 | Elversberg            |  |  |
|    |   |                  |                            |    |   |                       |  |  |
| 6  | C | Eric Martel      | 29 aprile 2002 (23 anni)   | 24 | 2 | Colonia               |  |  |
| 7  | C | Ansgar Knauff    | 10 gennaio 2002 (23 anni)  | 24 | 3 | Eintracht Francoforte |  |  |
| 8  | C | Merlin Röhl      | 5 luglio 2002 (22 anni)    | 9  | 2 | Friburgo              |  |  |
| 11 | C | Jan Thielmann    | 26 maggio 2002 (23 anni)   | 18 | 1 | Colonia               |  |  |
| 16 | C | Caspar Jander    | 23 marzo 2003 (22 anni)    | 1  | 0 | Norimberga            |  |  |
| 17 | C | Brajan Gruda     | 31 maggio 2004 (21 anni)   | 12 | 2 | Brighton              |  |  |
| 18 | C | Rocco Reitz      | 29 maggio 2002 (23 anni)   | 12 | 2 | Borussia M'gladbach   |  |  |
| 20 | C | Paul Nebel       | 10 ottobre 2002 (22 anni)  | 8  | 0 | Magonza               |  |  |
| 22 | C | Paul Wanner      | 23 dicembre 2005 (19 anni) | 3  | 1 | Heidenheim            |  |  |
|    |   |                  |                            |    |   |                       |  |  |
| 9  | A | Nicolò Tresoldi  | 20 agosto 2004 (20 anni)   | 11 | 5 | Hannover 96           |  |  |
| 10 | A | Nick Woltemade   | 14 febbraio 2002 (23 anni) | 12 | 7 | Stoccarda             |  |  |
| 19 | A | Nelson Weiper    | 17 marzo 2005 (20 anni)    | 5  | 0 | Magonza               |  |  |